# Foyer (habitation en collectivité)
Pour les articles homonymes, voir Foyer.
Un ensemble d'habitations appelé foyer est une construction adaptée au regroupement de personnes le nécessitant. Ces personnes peuvent avoir perdu leur autonomie totale ou partielle et requérir une aide en matière financière ou éducative ou de santé.
Le foyer fournit le cadre de vie ressemblant le plus possible au foyer d'un ménage, d'une famille, lui-même issu de la notion du lieu central du bâtiment où on peut se chauffer et cuire sa nourriture.
Les bâtiments sont construits en résultat de démarches laïques ou religieuses. Elles établissent une distinction selon certains éléments originaux de la personne aux besoins de laquelle il faut répondre (par exemple Foyer des Invalides, Foyer des PTT) mais ne font pas de ségrégation (raciale ou religieuse) dans leur sélection. Ces constructions ont succédé aux anciens hospices.
En France, le terme foyer est plutôt passé en désuétude au cours du XXe siècle pour être remplacé par d'autres appellations lorsque l'organisme s'est institutionnalisé pour faire partie de la politique sociale établie par l'État.

## Typologie
- foyer d'enfants (de)article Vikidia  ;
  - foyer d'enfants en France[2]
  - orphelinat
- Foyer de jeunes filles
- Foyer de jeunes travailleurs [3]
- Foyer de travailleurs migrants[4]
- Foyer d'étudiants  (résidence universitaire)
- Foyer de personnes âgées, Maison de retraite, foyer d'hébergement pour aînés (aussi appelé résidence privée pour aînés).
- Foyer de sans-abris
- Foyer de célibataires